# Aleksa
Pour l’article ayant un titre homophone, voir Alexa.
 (juillet 2014).
Si vous disposez d'ouvrages ou d'articles de référence ou si vous connaissez des sites web de qualité traitant du thème abordé ici, merci de compléter l'article en donnant les références utiles à sa vérifiabilité et en les liant à la section « Notes et références ».
Aleksa est un prénom serbe de genre masculin dérivé du prénom Alexandre.
Aleksa est un prénom très répandu en Serbie notamment grâce au poète Aleksa Šantić.